# Branca
|  | Per a altres significats, vegeu «Branca (desambiguació)». |

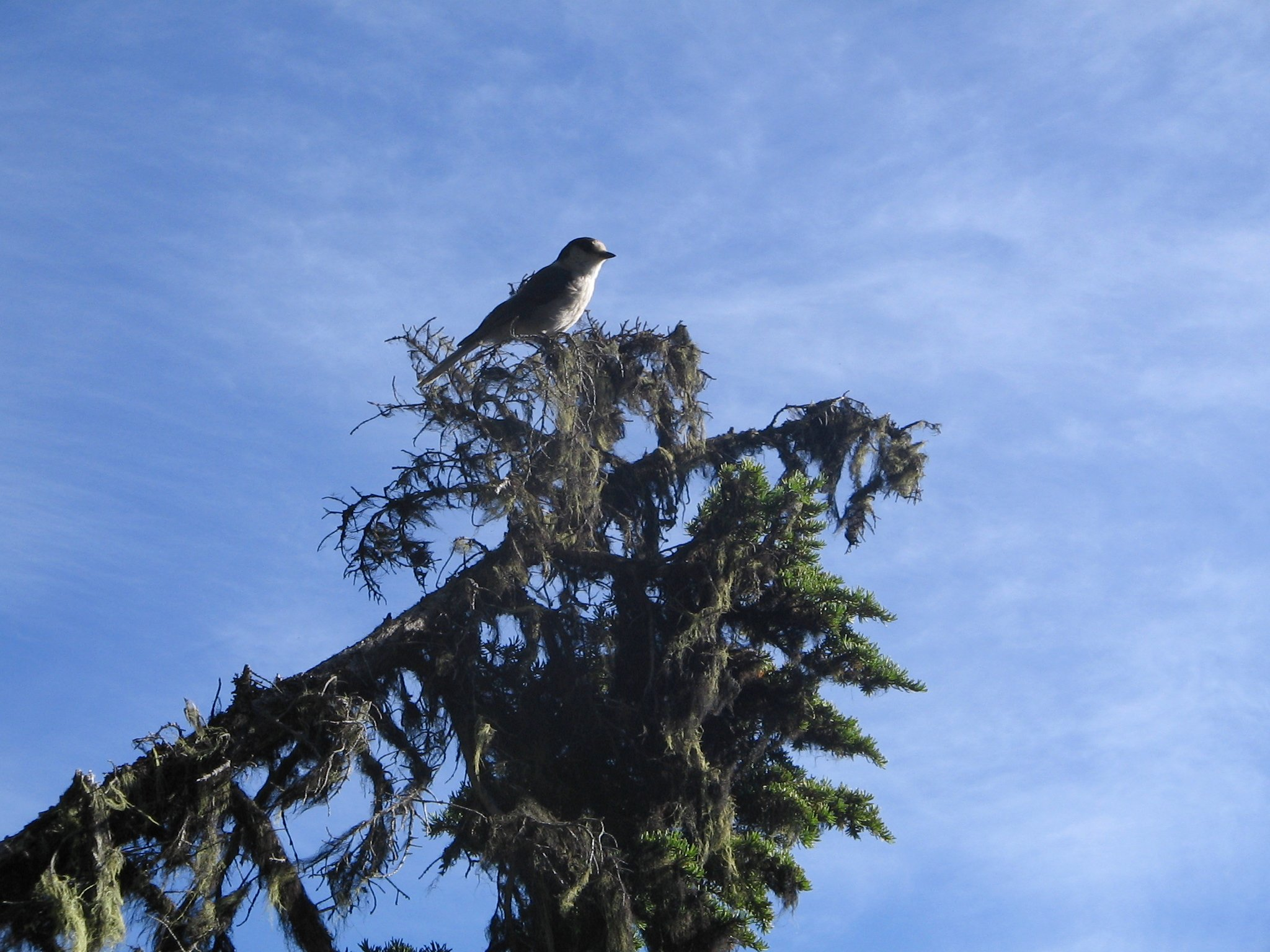
Ocell assegut a una branca

La branca o el branc és la divisió (i les successives subdivisions) de la tija d'una planta, especialment del tronc d'un arbre. Quan és una branca de tallada d'un arbre, és un ram, o rama quan a més conserva el fullam.

## Descripció
Es tracta d'una estructura connectada al tronc central d'un arbre o d'un arbust. Les branques poden desenvolupar-se de forma horitzontal, vertical o diagonal, tot i que aquesta última és la que presenten la major part de branques arbòries. És la part en la que normalment creixen les fulles.

## Altres significats
Per associació hom utilitza la paraula branca en referència a les divisions d'una ciència, d'un art, d'una empresa, d'una via de tren, i d'una artèria o vena, entre d'altres.